# Данино (Смоленская область)
Да́нино — деревня в Смоленской области России, в Ельнинском районе. Население — 131 житель (2007 год). Расположено в юго-восточной части области в 3 км к юго-востоку от города Ельня, на левом берегу реки Дубровка. Население — 277 жителей. (2007 год). Входит в состав Ельнинского городского поселения.

## Экономика
Сельхозкооператив «Труд».

## Достопримечательности
Ботанический памятник природы: сосново-дубово-берёзовая роща на противоположном берегу реки Дубровка.